# Adolf van Hessen-Philippsthal-Barchfeld
Adolf van Hessen-Philippsthal-Barchfeld (Ieper, 29 juni 1743 - Barchfeld, 17 juli 1803) was van 1777 tot aan zijn dood landgraaf van Hessen-Philippsthal-Barchfeld. Hij behoorde tot het huis Hessen-Kassel.

## Levensloop
Adolf was de jongste zoon van landgraaf Willem van Hessen-Philippsthal-Barchfeld uit diens huwelijk met Charlotte Wilhelmina, dochter van vorst Lebrecht van Anhalt-Bernburg-Schaumburg-Hoym. In 1777 volgde hij zijn oudere broer Frederik op als landgraaf van Hessen-Philippsthal-Barchfeld.
In 1756 trad hij in militaire dienst in het leger van het landgraafschap Hessen-Kassel. Vervolgens werd hij in 1770 officier in het 3e infanterieregiment Oranje-Nassau van het Nederlandse leger. In 1773 stapte hij over naar het Pruisische leger. Hij kwam in de gunst van koning Frederik II van Pruisen en werd in januari 1777 bevorderd tot generaal-majoor. Hij nam deel aan de Beierse Successieoorlog, maar werd in 1779 gevangengenomen door de Oostenrijkse troepen van generaal Dagobert Sigmund von Wurmser. In 1780 nam hij afscheid uit het leger en trok hij zich terug in Barchfeld.
In 1794 verwierf hij het landgoed Nesselröden. Drie jaar later, in 1797, verkocht hij het landgoed Wehra voor 24.000 daalders aan de Opperrentenierskamer van Kassel. Adolf overleed in juli 1803 op 60-jarige leeftijd.

## Huwelijk en nakomelingen
Op 18 oktober 1781 huwde hij in Meiningen met Louise (1752-1805), dochter van hertog Anton Ulrich van Saksen-Meiningen. Ze kregen zes kinderen:
- Frederik (1782-1783)
- Karel (1784-1854), landgraaf van Hessen-Philippsthal-Barchfeld
- Willem (1786-1834), generaal-majoor in het Deense leger
- George (1787-1788)
- Ernst Ferdinand (1789-1850), generaal in het Russische leger
- Charlotte (1794)